# 西源祠寿圣寺
西源祠寿圣寺是一座古建筑，建于元-清，位于山西省晋中市平遥县岳壁乡西源祠村。
1982年10月10日，西源祠寿圣寺公布为平遥县文物保护单位。